# Liste der Naturschutzgebiete im Rhein-Pfalz-Kreis
Im rheinland-pfälzischen Rhein-Pfalz-Kreis gibt es 26 Naturschutzgebiete. Ältestes Naturschutzgebiet im Landkreis ist das 1940 eingerichtete Gräberfeld bei Dannstadt.
| Name                                        | Bild | Kennung                           | Kreis                                    | Einzelheiten | Position | Fläche Hektar | Datum |
| ------------------------------------------- | ---- | --------------------------------- | ---------------------------------------- | --- | -------- | ------------- | ----- |
| Flotzgrün                                   |      | 7338-010 WDPA: 81678              | Rhein-Pfalz-Kreis                        | Römerberg | ⊙        | 204           | 1968  |
| Gräberfeld bei Dannstadt                    |      | 7338-011 WDPA: 81743              | Rhein-Pfalz-Kreis                        | Dannstadt-Schauernheim | ⊙        | 1,17          | 1940  |
| Hinterer Roxheimer Altrhein                 | BW   | 7338-012 WDPA: 81883              | Rhein-Pfalz-Kreis                        | Bobenheim-Roxheim | ⊙        | 42,8          | 1965  |
| Neuhofener Altrhein                         | BW   | 7338-013 WDPA: 82241              | Rhein-Pfalz-Kreis                        | Altrip, Neuhofen (Pfalz) | ⊙        | 50            | 1970  |
| Horreninsel                                 |      | 7338-020 WDPA: 389604             | Rhein-Pfalz-Kreis                        | Altrip Weich- und Hartholzauen, Halbtrockenrasen, seltene Pflanzen- und Tierarten | ⊙        | 55            | 1978  |
| Ochsenlache                                 | BW   | 7338-025 WDPA: 82274              | Rhein-Pfalz-Kreis                        | Bobenheim-Roxheim Feuchtgebiet, Lebensraum seltener Tier- und Pflanzenarten | ⊙        | 11,4          | 1979  |
| Neue Wiese-Wasserlacher Hecke               | BW   | 7338-034 WDPA: 82233              | Rhein-Pfalz-Kreis                        | Schifferstadt wechselfeuchte Mähwiesen, naturnaher Eichen-Hainbuchen-Waldmantel, seltene Tier- und Pflanzenarten | ⊙        | 18,5          | 1981  |
| Kohllache-Spießlache                        | BW   | 7338-035 WDPA: 164189             | Rhein-Pfalz-Kreis                        | Schifferstadt wechselfeuchte Mähwiesen, naturnaher Eichen-Hainbuchen-Waldmantel, seltene Tier- und Pflanzenarten | ⊙        | 11            | 1981  |
| Haderwiese                                  | BW   | 7338-036 WDPA: 81793              | Rhein-Pfalz-Kreis                        | Schifferstadt, Dudenhofen wechselfeuchte Mähwiesen, naturnaher Eichen-Hainbuchen-Waldmantel, seltene Tier- und Pflanzenarten | ⊙        | 22            | 1981  |
| Böhler Bruch-Kandelwiese                    |      | 7338-037 WDPA: 81434              | Rhein-Pfalz-Kreis                        | Böhl-Iggelheim Kandelwiese ca. 10,6 ha und Böhler Bruch ca. 23,9 ha groß, wechselfeuchte Mähwiesen, naturnaher Eichen-Hainbuchen-Waldmantel, seltene Tier- und Pflanzenarten | ⊙        | 34,5          | 1981  |
| Gräberfeld bei Dannstadt (Erweiterung)      | BW   | 7338-042 WDPA: 163296             | Rhein-Pfalz-Kreis                        | Dannstadt-Schauernheim Feuchtwiesen, hallstatt - und latènezeitliche Grabhügel als Standorte seltener Pflanzen und Lebensraum von Tieren | ⊙        | 5,9           | 1982  |
| Mechtersheimer Tongruben                    |      | 7338-043 WDPA: 82149              | Rhein-Pfalz-Kreis                        | Römerberg ehemalige Tongruben, offene Wasserflächen, Flachwasser- und Uferzonen sowie Röhrichte und Buschreihen | ⊙        | 34            | 1983  |
| Prinz-Karl-Wörth                            | BW   | 7338-052 WDPA: 82342              | Rhein-Pfalz-Kreis                        | Altrip Auwald mit Altrheinzug und den Schluten sowie Überflutungsbereichen des Rheins; reich gegliederte Auenbestände, Verlandungszonen, Schilf- und Riedflächen, Wasserflächen und Schlickbänke; ideale Lebensräume für artenreiche Pflanzen- und Tierwelt; | ⊙        | 32            | 1983  |
| Böllenwörth                                 |      | 7338-059 WDPA: 162488             | Rhein-Pfalz-Kreis                        | Otterstadt teilweise im Überschwemmungsgebiet des Rheines liegender Auwald, Streuwiesen, Altrheinreste und sonstige temporäre Gewässer als Standort seltener Pflanzen- und Tierarten | ⊙        | 158           | 1983  |
| Neuhofener Altrhein (nördliche Erweiterung) | BW   | 7338-066 WDPA: 164796             | Rhein-Pfalz-Kreis                        | Altrip Altrheinabschnitt mit Uferbereichen und offenen Wasserflächen sowie Sukzessionsflächen als Lebensraum zahlreicher Pflanzen- und Tierarten, insbesondere feuchtlandgebundene Vogelarten | ⊙        | 11            | 1984  |
| Woogwiesen                                  |      | 7338-073 WDPA: 166361             | Rhein-Pfalz-Kreis                        | Harthausen, Dudenhofen Lebens- und Teillebensraum seltener und bedrohter Tierarten, Trittsteinfunktion auf der Vogelzugstrecke Jena-Provence, Standort seltener Pflanzenarten | ⊙        | 13            | 1985  |
| Lehenbruch                                  | BW   | 7338-100 WDPA: 164412             | Rhein-Pfalz-Kreis                        | Böhl-Iggelheim wechselfeuchte Mähwiesen, naturnaher Eichen-Hainbuchen-Waldmantel, seltene Tier- und Pflanzenarten | ⊙        | 56            | 1988  |
| Vorderer Roxheimer Altrhein-Krumbeeräcker   | BW   | 7338-101 WDPA: 166100             | Rhein-Pfalz-Kreis                        | Bobenheim-Roxheim Altrheinabschnitt mit Flachwasserbereichen, Uferzonen, ausgedehnten Röhrichtbeständen sowie Feuchtwiesen, seltene Pflanzen- und Tierarten | ⊙        | 25,3          | 1988  |
| Schafwiesen                                 |      | 7338-105 WDPA: 165356             | Rhein-Pfalz-Kreis                        | Römerberg mit vielen kleinen Stillgewässern (Schluten), Röhrichtflächen und Mähwiesen mosaikartig durchsetzter artenreicher Auwald; Lebensräume seltener und bedrohter Tier- und Pflanzengesellschaften; Bindeglied zwischen nördlich und südlich gelegenen schutzwürdigen Auenbereichen | ⊙        | 29            | 1988  |
| Sandgrube bei Schauernheim                  | BW   | 7338-139 WDPA: 165309             | Rhein-Pfalz-Kreis                        | Dannstadt-Schauernheim ehemalige Sandgrube mit feuchten, wechselfeuchten und trockenen Bereichen; seltene und bedrohte Pflanzen- und Tierarten; Trittstein für Zugvögel mit überregionaler Bedeutung | ⊙        | 12            | 1990  |
| Im Wörth                                    | BW   | 7338-160 WDPA: 163896             | Rhein-Pfalz-Kreis                        | Waldsee (Pfalz) ehemaliger Auwaldbereich mit Wiesen sowie südlich anschließender anmooriger Niederung nahe ehemaligem Altrheinverlauf; Relikte einer ausgedehnten Auenlandschaft u. a. mit naturnahen Laubholz-, zum Teil Hartholzauen- und Altholzbeständen, dauerhaften und temporären Gewässern, Röhrichten, Wiesen und Sukzessionsflächen                                                                                         | ⊙        | 69            | 1991  |
| Kistnerweiher                               | BW   | 7338-185 WDPA: 164104             | Rhein-Pfalz-Kreis                        | Neuhofen (Pfalz) ehemalige Sand- und Kiesentnahmestelle sowie der sich zum Neuhofener Altrhein hin anschließende Bereich mit vielfältigem Mosaik aus Biotoptypen, insbesondere von Tief- und Flachwasserzonen, Rohboden-, Sand- und Kiesflächen, Röhrichten, Steilufern, Ufer- und Feldgehölzen, Hecken und extensiv genutztem Grünland in Ergänzung, zur Vernetzung sowie als Pufferzone zum Naturschutzgebiet „Neuhofener Altrhein“ | ⊙        | 34,5          | 1996  |
| Bobenheimer Altrhein                        | BW   | 7338-186 WDPA: 162470             | Rhein-Pfalz-Kreis                        | Bobenheim-Roxheim verlandender Altrheinarm und umgebende Flächen in der pfälzischen Rheinniederung mit Verlandungszonen, Röhrichtbeständen, extensiv genutzten Wiesen, naturnahen Waldbeständen, Feldgehölzen und Hecken | ⊙        | 29            | 1995  |
| Sporen                                      | BW   | 7338-192 WDPA: 165622             | Rhein-Pfalz-Kreis                        | Bobenheim-Roxheim Teilgebiet der pfälzischen Rheinniederung im Überschwemmungsbereich des Rheins; typischer Auenlebensraum mit unbefestigten Uferabschnitten mit Sand- und Kiesflächen, Pioniergesellschaften, Flussröhrichten, Weichholz- und Hartholzbeständen sowie einer Wasserfläche mit Schwimmblattgesellschaften, Wasserwechselbereichen und Verlandungszonen sowie extensiv genutztem Wiesenbereich                          | ⊙        | 29            | 1996  |
| Neuhofener Woog                             |      | 7338-197 WDPA: 318850             | Rhein-Pfalz-Kreis                        | Neuhofen (Pfalz) ehemalige Rheinschlinge; naturnahe Waldbestände mit Sukzessionsstadien wie Schwarzerlenbruchwald und Schwarzerlen-Eschen-Sumpfwald, Nass- und Feuchtwiesen, Seggen- und Röhrichtbestände, naturnahe Still- und Fließgewässer und standorttypische Einzelgehölze und Hecken | ⊙        | 100           | 1999  |
| Schwarzwald                                 |      | NSG-7300-192, 334194 WDPA: 165516 | Rhein-Pfalz-Kreis, Landkreis Germersheim | Mechtersheim, Lingenfeld Überflutungsaue des Rheins mit Weichholz- und Hartholzbeständen, extensiv genutzte Wiesenbereiche, Altholz- und Kopfweidenbestände, Altrheingewässer und Schluten, Kiesseen, Sand-, Kies- und Schlammflächen, Flußröhrichte und Hochstaudenfluren | ⊙        | 340,97        | 1997  |
| Legende für Naturschutzgebiet               |      |                                   |                                          | |          |               |       |